# Gambina
Gambina è, con la vicina cascina Barchetti, una frazione del comune cremonese di Grontardo posta a sudovest del centro abitato.

## Storia
La località era un piccolo villaggio agricolo di antica origine del Contado di Cremona con 128 abitanti a metà Settecento.
In età napoleonica, dal 1810 al 1816, Gambina fu già frazione di Grontardo, recuperando però l'autonomia con la costituzione del Regno Lombardo-Veneto.
All'unità d'Italia nel 1861, il comune contava 222 abitanti.
Nel 1868 il comune di Gambina venne definitivamente annesso dal comune di Grontardo.